# بخش بلومفیلد (شهرستان جکسون، اوهایو)
بخش بلومفیلد (به انگلیسی: Bloomfield Township) یک منطقهٔ مسکونی در ایالات متحده آمریکا است که در شهرستان جکسون، اوهایو واقع شده‌است.
 بخش بلومفیلد ۱۰۰٫۴ کیلومتر مربع مساحت و ۱٬۱۳۹ نفر جمعیت دارد و ۲۴۱ متر بالاتر از سطح دریا واقع شده‌است.